# Caraí (ort)
Caraí är en ort i Brasilien.   Den ligger i kommunen Caraí och delstaten Minas Gerais, i den sydöstra delen av landet, 700 km öster om huvudstaden Brasília. Caraí ligger 804 meter över havet och antalet invånare är 6 750.
Terrängen runt Caraí är lite kuperad. Runt Caraí är det ganska glesbefolkat, med 23 invånare per kvadratkilometer.. Det finns inga andra samhällen i närheten.
Omgivningarna runt Caraí är huvudsakligen savann.